# International Financial Services Centre
L'IFSC (International Financial Services Centre) est un centre d'affaires irlandais situé dans le centre de Dublin, capitale de l'Irlande.

## Situation
Situé au nord de la Liffey, dans le quartier de North Wall, le centre est notamment accessible en transport en commun par le train ou le Luas à Connolly Station.